# Parc national des Dolomites Bellunèses
« Dolomiti Bellunesi » redirige ici. Ne pas confondre avec Dolomiti Bellunesi (club de football).
Le parc national des Dolomites Bellunèses (en italien : Parco nazionale delle Dolomiti Bellunesi) est un parc national d'Italie, situé dans la province de Belluno en Vénétie.
D'une surface de 310,34 km2, il a été créé en 1988. Il fait partie du site Les Dolomites, inscrit au patrimoine mondial de l'humanité depuis le 26 juin 2009.
Le parc national comprend 15 municipalités : Belluno, Cesiomaggiore, Feltre, Gosaldo, La Valle Agordina, Longarone, Pedavena, Ponte nelle Alpi, Rivamonte, San Gregorio nelle Alpi, Santa Giustina, Sedico, Sospirolo, Sovramonte et Val di Zoldo.

## Territoire
Le parc est principalement montagneux. Il y a des zones karstiques de haute altitude, des falaises et des pentes de débris, habitat idéal pour de nombreuses espèces de haute montagne.
Le territoire du parc, à l’exception de quelques zones karstiques élevées, est riche en ressources en eau : sources, marais et ruisseaux. 
La flore se compose de rhododendrons, chardons, edelweiss et autres plantes de montagne. Il y a des forêts de feuillus et de conifères, des pâturages et des prairies.

## Faune
Le parc national abrite une grande biodiversité alpine. Parmi les espèces emblématiques :
- Mammifères : marmotte, hermine, martre des pins, chevreuil chamois, cerf élaphe, mouflon.
- dont chauves-souris : grand murin, pipistrelle commune, oreillard gris, oreillard roux, murin de Daubenton ;
- Oiseaux : pic noir, tichodrome échelette, épervier d'Europe, crécerelle, aigle royal, chevêchette d'Europe, hibou grand-duc, traquet motteux grand tétras, tétras lyre, lagopède alpin, perdrix bartavelle, huppe fasciée, mésanges, râle des genêts, rougegorge familier, niverolle alpine ;
- Reptiles et amphibiens : triton alpestre, triton crêté, salamandre de feu, salamandre noire, sonneur à ventre jaune, crapaud commun, grenouille des montagnes à pattes jaunes, crapaud vert d'Europe, Vipère ammodyte.

## Galerie

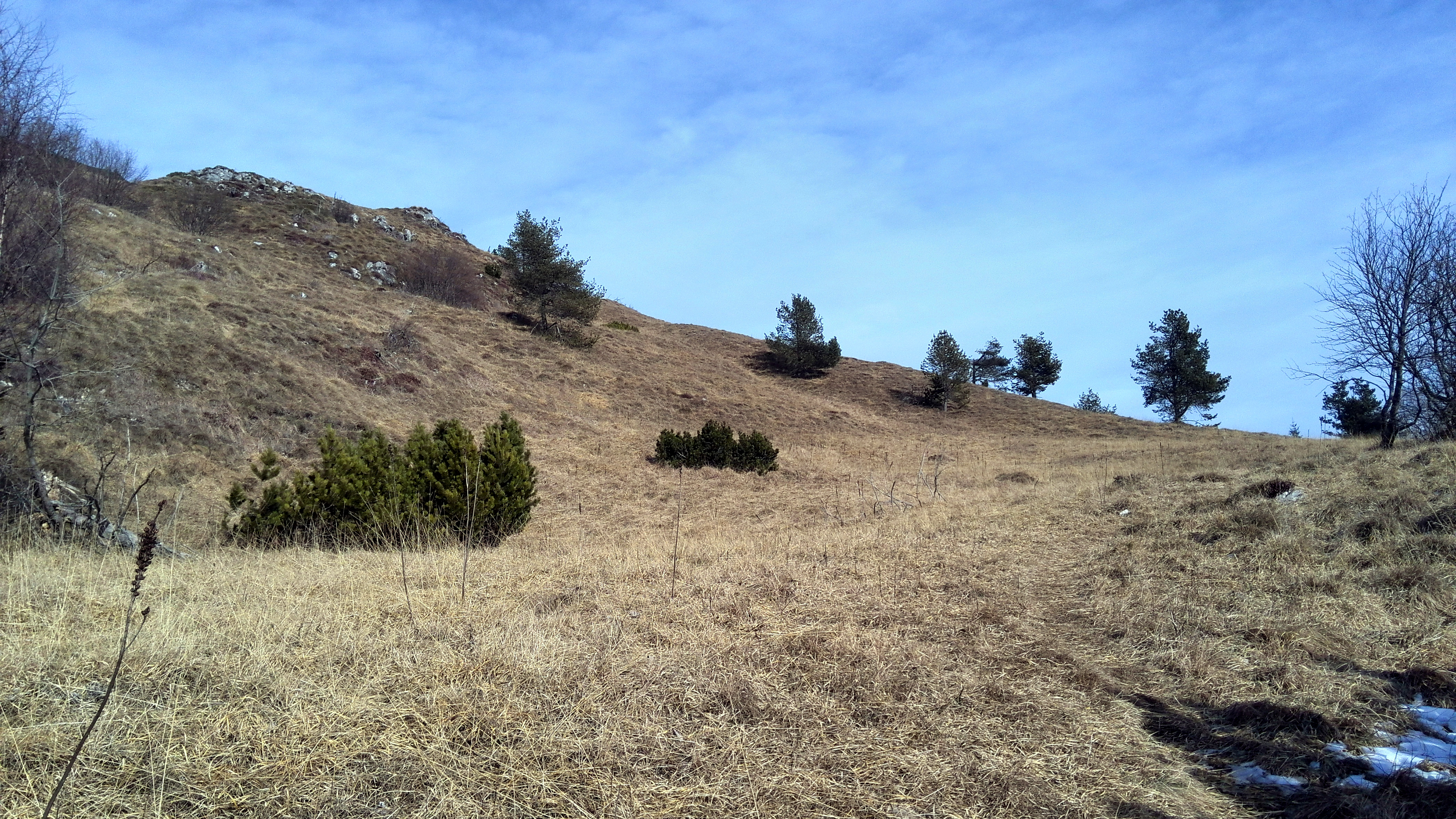
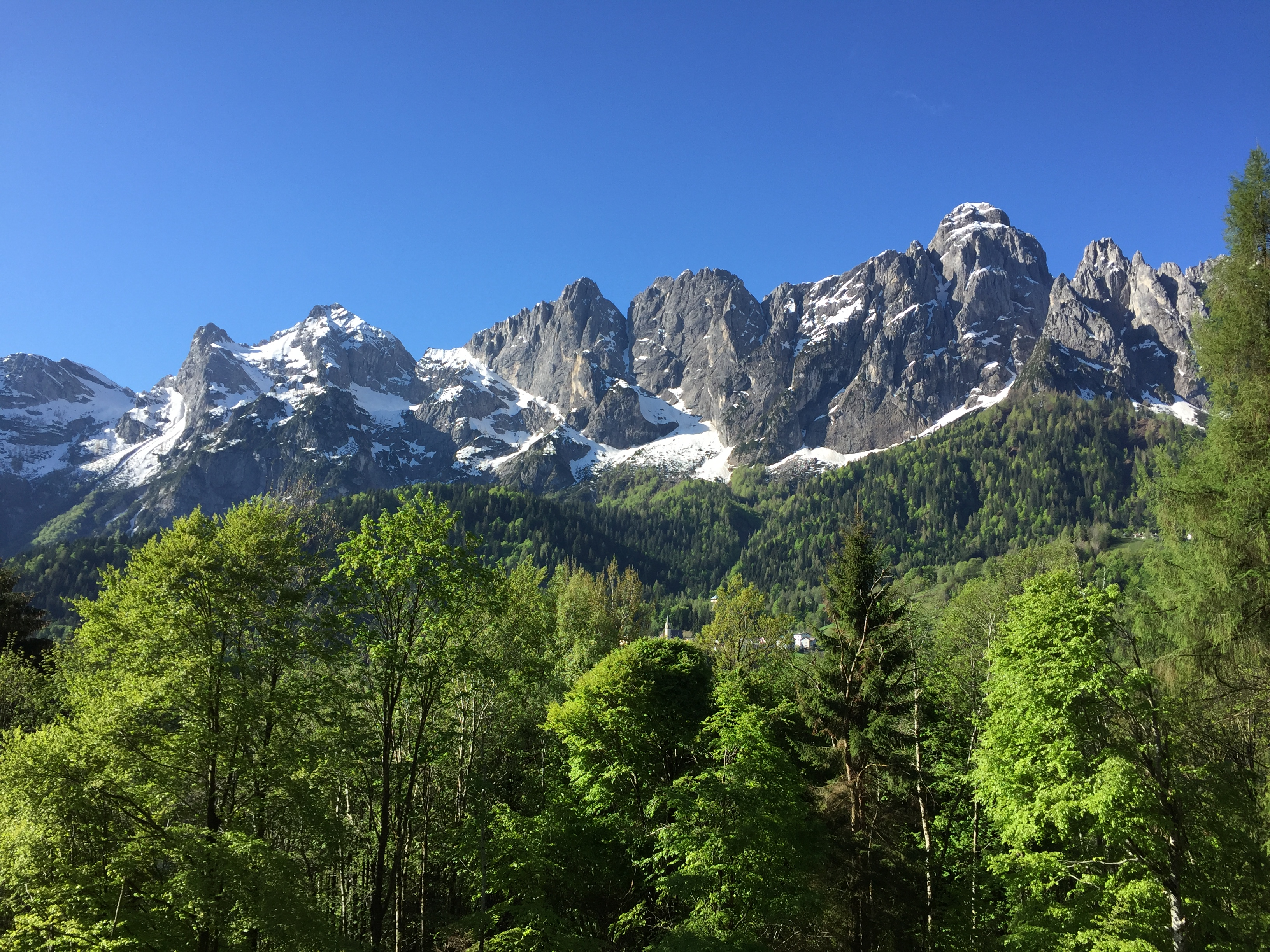
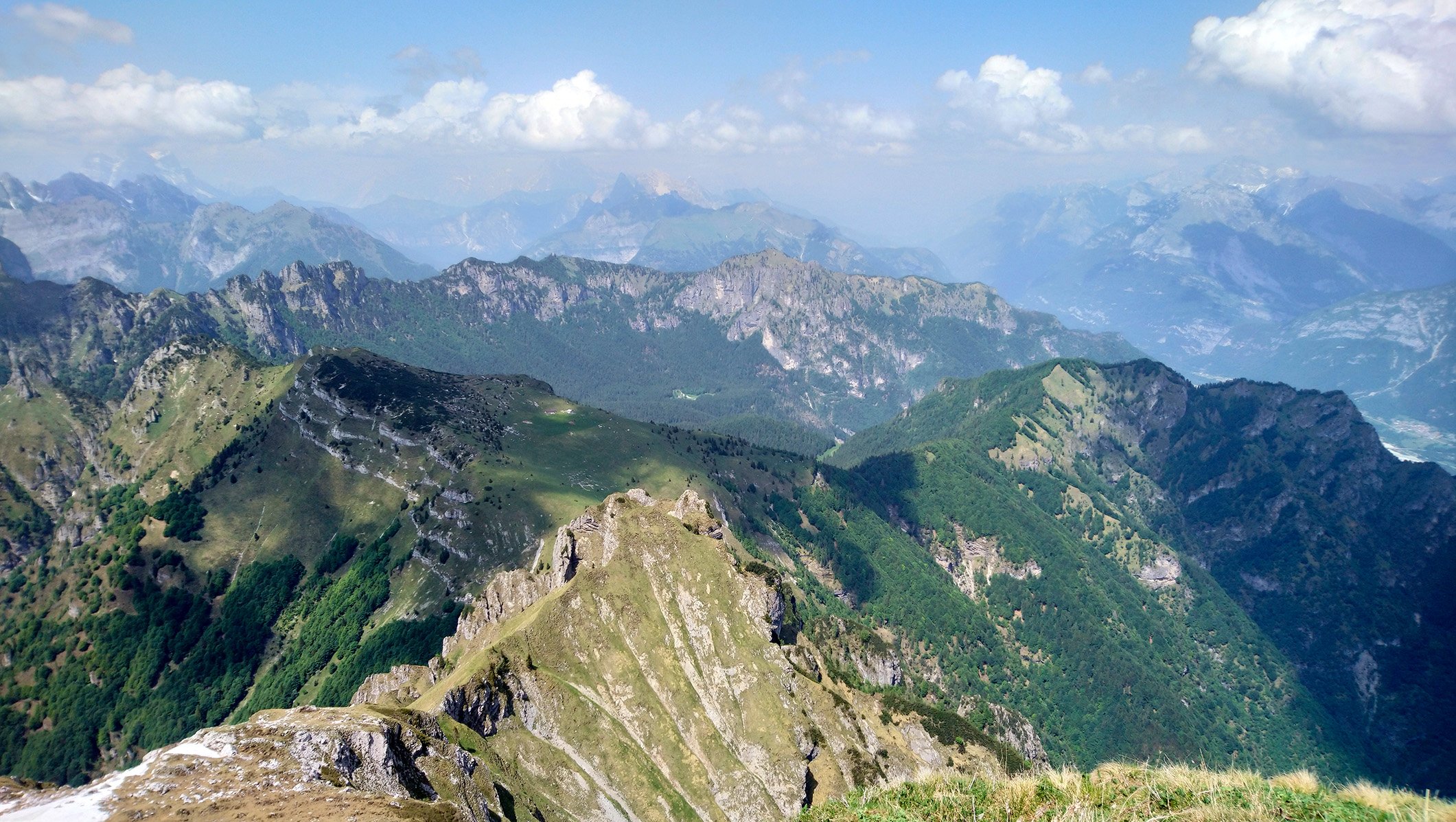
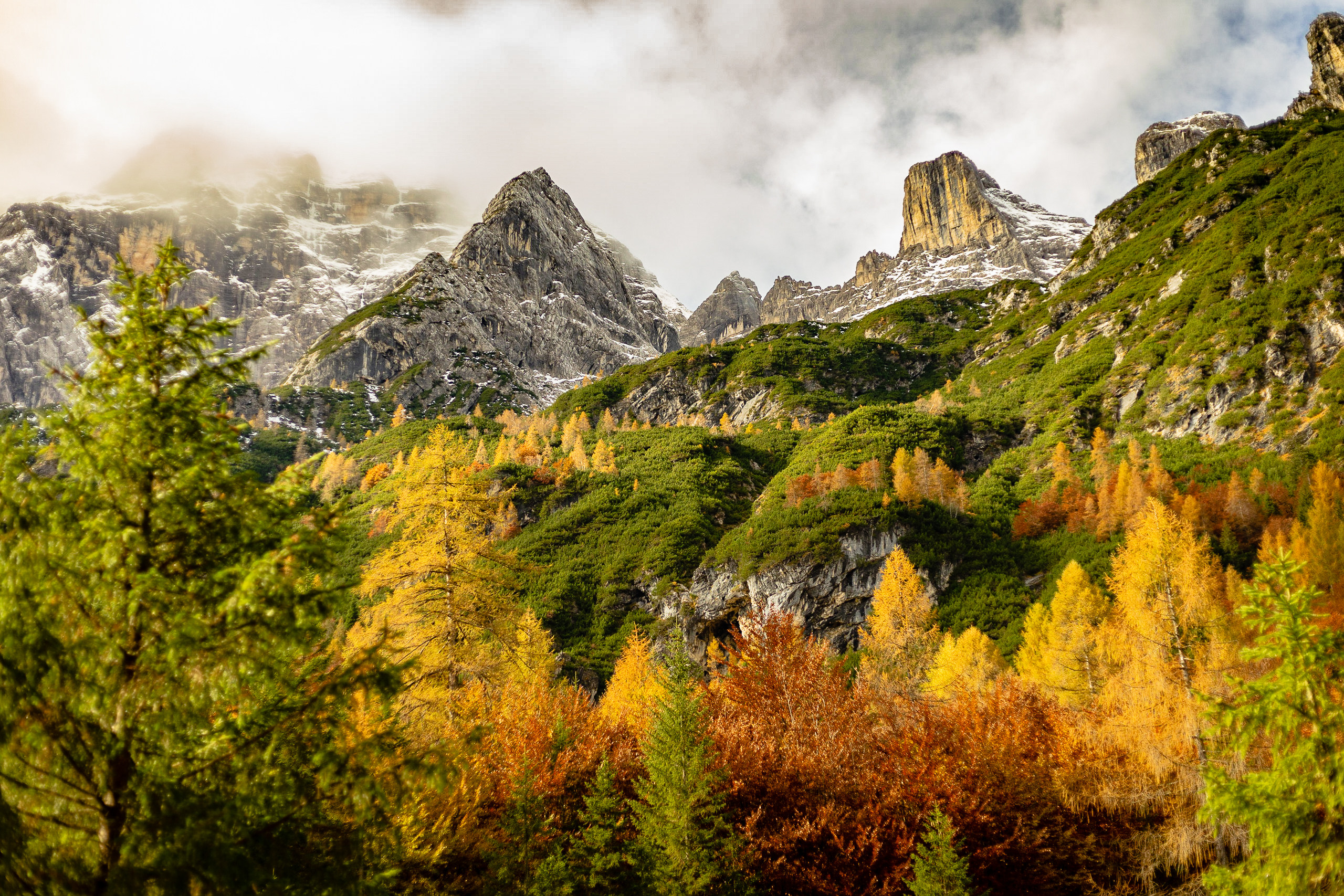
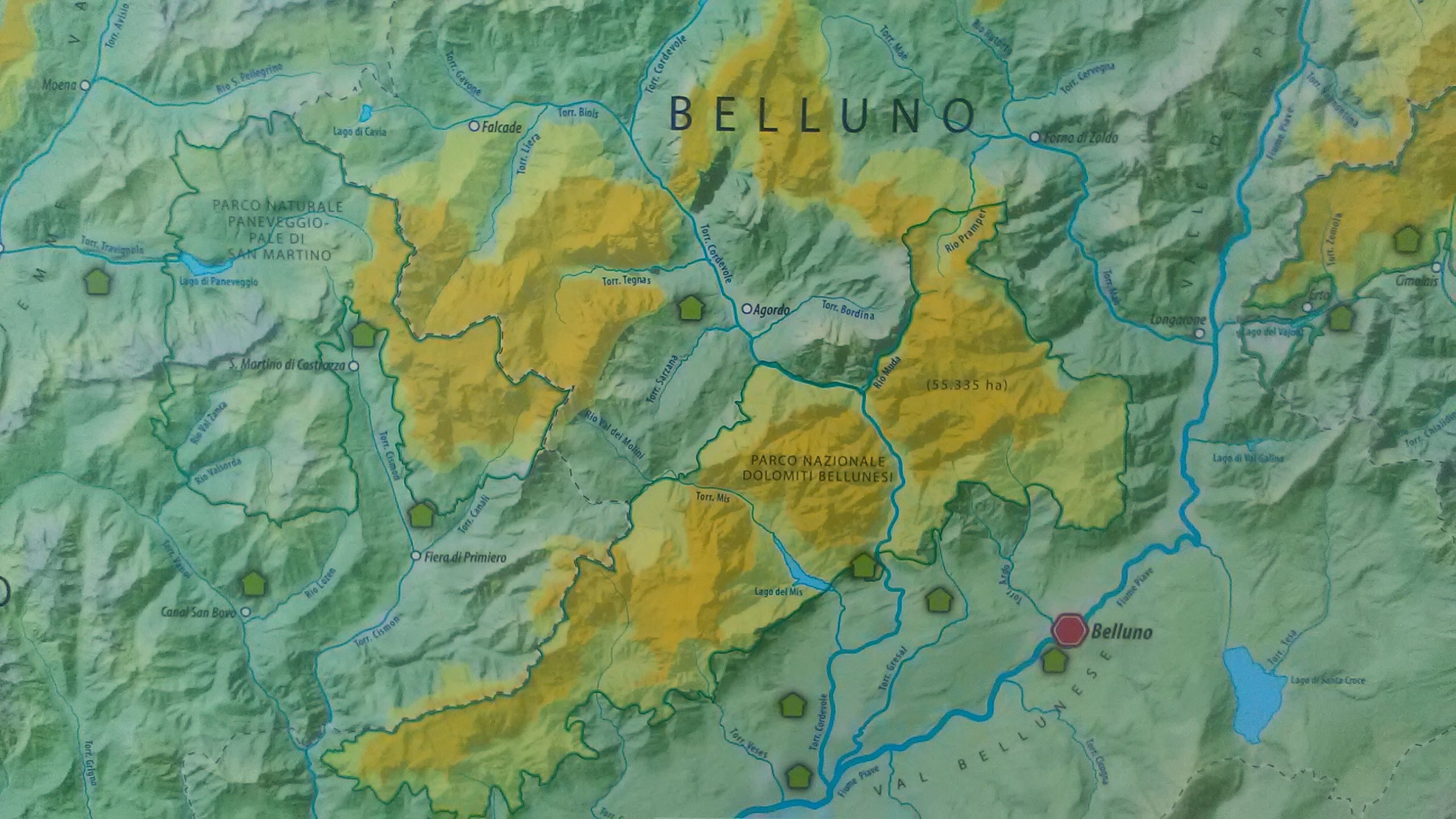
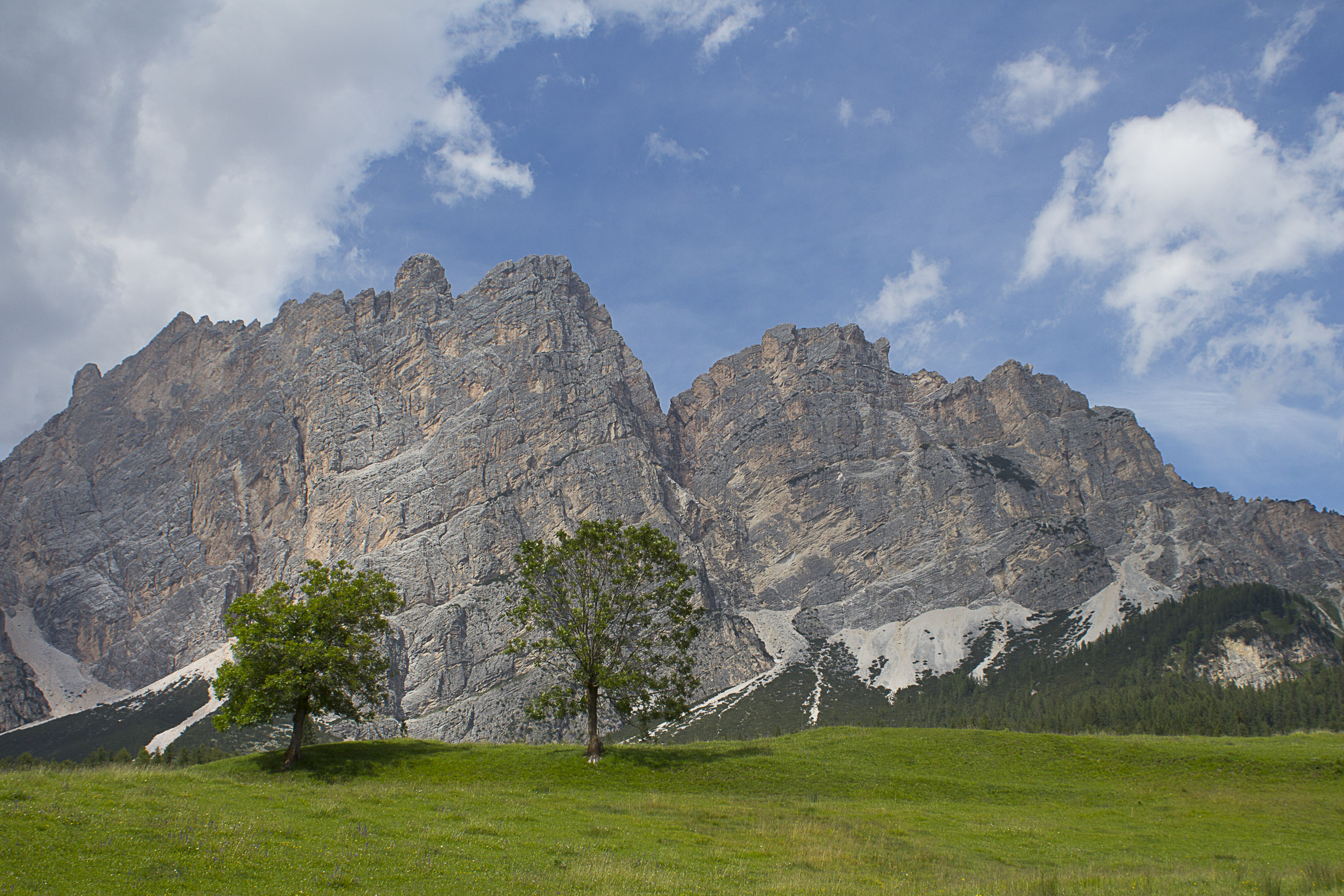